# Jonathan Walters
Jonathan Ronald Walters (Moreton, Inglaterra, Reino Unido, 20 de septiembre de 1983) es un exfutbolista irlandés. De padre británico y de madre irlandesa, posee ambas nacionalidades. Jugaba de delantero y se retiró en marzo de 2019 debido a una lesión sufrida en septiembre de 2018.

## Selección nacional
Fue internacional con la selección de fútbol de Irlanda en 54 partidos y anotó 14 goles. Le dio la clasificación a Irlanda a la Eurocopa 2016, al anotarle los dos goles con los que Irlanda venció en Dublín a Bosnia por 2-0 en el repechaje de play-off.

## Clubes
| Club                             | País       | Año       |
| -------------------------------- | ---------- | --------- |
| Bolton Wanderers F. C.           | Inglaterra | 2002-2004 |
| Hull City A. F. C. (cedido)      | Inglaterra | 2003      |
| Barnsley F. C. (cedido)          | Inglaterra | 2003-2004 |
| Hull City A. F. C.               | Inglaterra | 2004-2005 |
| Scunthorpe United F. C. (cedido) | Inglaterra | 2005      |
| Wrexham A. F. C.                 | Gales      | 2005-2006 |
| Chester City F. C.               | Inglaterra | 2006-2007 |
| Ipswich Town F. C.               | Inglaterra | 2007-2010 |
| Stoke City F. C.                 | Inglaterra | 2010-2017 |
| Burnley F. C.                    | Inglaterra | 2017-2019 |
| Ipswich Town F. C. (cedido)      | Inglaterra | 2018      |